# Ландау, Яаков
Яаков Ландау (Яков Михелевич Ландау, англ. Jacob M. Landau; 20 марта 1924, Кишинёв — 12 ноября 2020) — израильский историк-востоковед (арабист и тюрколог), политолог, филолог, социолингвист, театровед и киновед. Лауреат Премии Израиля.

## Биография
Родился в Кишинёве в семье адвоката, депутата парламента Румынии от Национальной крестьянской партии, публициста Михла Ландау (1895—1976). В Кишинёве отец был сотрудником издаваемой Залменом Розенталем на идише ежедневной газеты «Ундзер цайт» (наше время, 1933—1935), сам издавал газету «Дер ид» (еврей). Дед, Менахем-Мендл Ландау, был старостой Большой синагоги в Хырлэу. В 1935 году вся семья поселилась в подмандатной Палестине, где в 1942 году Яков Ландау окончил гимназию «Герцлия» в Тель-Авиве. Служил в Хагане, затем в Армии обороны Израиля, вышел в запас в звании капитана.
В 1942—1946 годах учился в Еврейском университете в Иерусалиме, специализировался в общей истории, истории евреев, арабском языке и литературе. Магистерскую диссертацию по истории Египта подготовил под руководством профессора Рихарда Кёбнера. Проходил докторантуру в Школе восточных и африканских исследований Лондонского университета. Выполненная в 1949 году под руководством Бернарда Льюиса диссертация «Парламент и партии в Египте» в 1953 году вышла отдельной книгой.
Возвратившись в Израиль в 1949 году, стал одним из основателей Израильского общества востоковедов, был его первым председателем. В 1958—1993 годах преподавал в Еврейском университете в Иерусалиме, читал также лекции в Университете Бар-Илана. В 1993—1998 годах был президентом Израильской ассоциации политологии. В 2005 году был награждён Премией Израиля за исследования Ближнего Востока.

## Монографии
Основные научные труды в области идеологических и национальных движений Османской империи и Ближнего Востока, панисламизма, пантюркизма, политике и языкам Средней Азии, истории театра и кино в Египте. Автор 24 монографий, под редакцией Ландау вышел ряд сборников на английском языке («Человек, государство и общество на современном Ближнем Востоке», 1972; «Электоральная политика на Ближнем Востоке: проблемы, избиратели и элиты», 1980).
- Parliaments and Parties in Egypt. Jerusalem: The Israel Oriental Society, 1953; second edition — New York: Praeger, 1954; London: Routledhe, 2015 (переведена на арабский в Каире и Бейруте, 1975).
- Studies in the Arab Theater and Cinema. Philadelphia: University of Pennsylvania Press, 1958; London: Routledge, 2016 (на французском языке — Париж, 1965, на арабском языке — Каир, 1972).
- A Word Count of Modern Arabic Prose. New York: American Council of Learned Societies, 1959.
- The Israeli Communist Party and the Elections for the Fifth Knesset, 1961. Stanford, CA: The Hoover Institution, 1956 (совместно с M. M. Czudnowski).
- Jews in Nineteenth-Century Egypt. New York: New York University Press, 1969 (на иврите — Иерусалим, 1967).
- Arabische Literaturgeschichte. Zürich: Artemis Verlag, 1968 (на иврите — Тель-Авив, 1970; на турецком языке — Анкара, 1994 и 2002).
- The Arabs in Israel: A Political Study. Royal Institute of International Affairs. London: Oxford University Press, 1969; London: Routledge, 2015 (на иврите — Тель-Авив, 1971).
- The Hejaz Railway and the Muslim Pilgrimage: A Case of Ottoman Political Propaganda. Detroit, MI: Wayne State University Press, 1971; London: Routledge, 2016.
- Middle Eastern Themes: Papers in History and Politics. London: Frank Cass, 1973.
- Radical Politics in Modern Turkey. Leiden: Brill, 1974 (на турецком языке — Анкара, 1978).
- Politics and Islam: The National Salvation Party in Turkey. Salt Lake City, Utah: The University of Utah, 1976.
- Abdul-Hamid’s Palestine. London: André Deutsch, 1979 (на иврите — Иерусалим, 1979).
- Pan-Turkism in Turkey: A Study of Irredentism. London: C. Hurst, 1981; second edition, 1995 (на греческом языке — Афины, 1985; на китайском языке — Урумчи, 1992; на турецком языке — Стамбул, 1999).
- Tekinalp, Turkish Patriot 1883—1961. Istanbul and Leiden: Nederlands Historisch-Archaeologisch Instituut, 1984 (на турецком языке — Стамбул, 1996).
- The Politics of Pan-Islam: Ideology and Organization. Oxford: Oxford University Press, 1990; second edition, 1994; London: Routledge, 2015 (на турецком языке — Стамбул, 1993).
- The Arab Minority in Israel, 1967—1991: Political Aspects. Oxford: Oxford University Press, 1993 (на иврите — Тель-Авив, 1993).
- Arabisches Volkstheater in Kairo im Jahre 1909: Ahmad IlFār und seine Schwaenke. Beirut and Stuttgart: Steiner Verlag, 1993 (Bibliotheca Islamica, 38).
- Jews, Arabs, Turks. Jerusalem: Magnes Press, 1993.
- Hebrew-Arabic Proverbs. Jerusalem and Tel-Aviv: Schocken, 1998 (с Давидом Сагивом); second edition, 2002.
- The Politics of Language in the Ex-Soviet Muslim States (с Б. Келльнер-Хайнкеле). Ann Arbor: University of Michigan Press, 2001.
- Exploring Ottoman and Turkish History. London: Hurst, 2004.
- Language Politics in Contemporary Central Asia (с Б. Келльнер-Хайнкеле). London: I. B. Tauris, 2012 (на русском языке — «Языковая политика в современной Центральной Азии: Национальная и этническая идентичность и советское наследие», М.: Центр книги Рудомино, 2015).
- Man, State and Society in the Contemporary Middle East. London: Routledge, 2017.
- Ataturk and the Modernization of Turkey. London: Routledge, 2019.